# Irdex pygidiatus
Irdex pygidiatus är en tvestjärtart som först beskrevs av Dubrony 1879.  Irdex pygidiatus ingår i släktet Irdex och familjen Labiidae. Inga underarter finns listade i Catalogue of Life.